# Saison 2 de Nashville
Chronologie
Saison 1 Saison 3
Cet article présente les épisodes de la seconde saison de la série télévisée américaine Nashville.

## Généralités
- Le 10 mai 2013, ABC a renouvelé la série pour une deuxième saison[1].
- Aux États-Unis, la saison est diffusée les mercredis à 22 h depuis le 25 septembre 2013[2] sur le réseau ABC.
- Au Canada, elle est diffusée en simultané sur Citytv[3].

## Synopsis
La série suit une chanteuse country légendaire en déclin, Rayna James. Ses producteurs lui offrent de se joindre à la tournée de Juliette Barnes, jeune et sexy, la nouvelle sensation du country. Mais Rayna refuse, et les conflits s'installent.

## Distribution

### Acteurs principaux
- Connie Britton (VF : Emmanuelle Bondeville) : Rayna James
- Hayden Panettiere (VF : Mélanie Dermont) : Juliette Barnes
- Clare Bowen (VF : Sophie Frison) : Scarlett O'Connor
- Eric Close (VF : Michelangelo Marchese) : Teddy Conrad, mari de Rayna
- Charles Esten (VF : Erwin Grusnpan) : Deacon Claybourne
- Jonathan Jackson : Avery Barkley
- Sam Palladio : Gunnar Scott
- Lennon Stella : Maddie Conrad, fille de Rayna et Deacon[4]
- Maisy Stella : Daphne Conrad, fille de Rayna et Teddy[4]
- Chris Carmack : Will Lexington[4]

### Acteurs récurrents
- Powers Boothe : Lamar Wyatt, père de Rayna[5]
- Robert Wisdom : Coleman Carlisle[5]
- Judith Hoag : Tandy Wyatt, sœur de Rayna
- Kimberly Williams-Paisley : Peggy Samper
- Michiel Huisman : Liam McGuinnis
- Chaley Rose : Zoey Dalton[6]
- Aubrey Peeples : Layla Grant[7]
- Oliver Hudson : Jeff Fordham[8]
- Charlie Bewley : Charles Wentworth[9]
- Brit Shaw : (VF Stephanie Vondenhoff) Olivia Wentworth
- Will Chase : Luke Wheeler[10]
- Christina Chang : Megan Vannoy[11]

### Acteurs secondaires et invités
- David Alford : Bucky Dawes
- Ed Amatrudo : Glenn Goodman
- Kourtney Hansen (en) : Emily
- Melvin Ray Kearney II : Bo
- Kelly Clarkson : elle-même[12] (épisode 11)
- Charlotte Ross : Ruth Bennett[13] (épisode 16)
- Dana Wheeler-Nicholson : Beverly O'Connor (épisodes 19 et 20)
- Michelle Obama : elle-même (épisode 21)
- Kellie Pickler : elle-même (épisode 21)

## Liste des épisodes

### Épisode 1:Entre la vie et la mort
- États-Unis /  Canada : 25 septembre 2013 sur ABC / Citytv
- Suisse : 4 janvier 2015 sur RTS Un
- France : 13 avril 2015 sur Série Club[14]
- Québec : 16 avril 2015 sur V

- États-Unis : 6,5 millions de téléspectateurs[15] (première diffusion)

- Powers Boothe : Lamar Wyatt
- Kimberly Williams-Paisley : Peggy Kenter
- Judith Hoag : Tandy Hampton
- Chaley Rose : Zoey
- Ed Amatrudo : Glenn Goodman
- David Alford : Bucky
- Derek Krantz : Brent
- Melvin Ray Kearney II : Bo
- Christina Chang : Megan Vannoy
- Jim Gleason : Dr Lewis
- Lindsay Ayliffe : Juge Belson
- Bianca Malinowski : Laycee
- Anne Holt : Journaliste d'informations
- Jon Berry : Candidat pour assistant
- Ashley Pereira : Savannah
- Claudia Church : Médecin
- Jamie Mann : Garde du corps
- Jasmine White : Infirmière
- Michael Rose : Justin Ramer
- Todd Allen Durkin : Walter

Deux semaines ont passé depuis l'accident. Alors que la famille de Rayna défile à son chevet sans savoir si elle sortira du coma, Deacon est incarcéré à la prison et prend toute la responsabilité de l'affaire. Tandis que le label Edgehill est à la recherche d'un nouveau président, Juliette se lamente de la proportion qu'a pris l'accident: les fans de Rayna se réunissent en masse à l'hôpital et la star occupe la place de numéro un dans les charts alors que l'album de Juliette, qui sort le lendemain, n'est nullement évoqué.

Au Bluebird, tandis que Scarlett gère une vieille amie en tant que serveuse, elle regarde avec admiration Avery jouer sur la scène et déclare qu'elle doit apprendre à se débrouiller seule à présent. En effet, elle a refusé la demande en mariage de Gunnar et a déménagé de la maison, la laissant au jeune homme. Celui-ci, avec l'aide de Will, refait la déco et ce dernier organise une fête pour lui remonter le moral. Durant la soirée, Will s'accroche violemment avec l'un de ses ex-copains mais fait mine de rien devant sa copine de soirée. Gunnar, refusant d'aller plus loin avec une fille, finit par brûler le canapé de Scarlett pour se libérer de son souvenir. Mais il se rend compte qu'il est encore accroché à elle.

La caution de Deacon s'élevant à un million de dollars, Scarlett vient voir Juliette à ses répétitions pour lui demander un prêt : mais la jeune femme refuse, disant que les drogués restent toujours ainsi. Scarlett va plus tard rendre visite à son oncle à la prison, mais il la remballe violemment. Bouleversée, elle retourne au Bluebird pour fêter son pot de départ du bar. Là, elle rencontre Gunnar, venu la féliciter et ils finissent par partager un duo sur scène, devant les yeux d'Avery - qui ne supporte pas la nouvelle tentative de Gunnar.
Peggy s'entretient avec Teddy au sujet du bébé mais essuie un refus quant à son implication autre que financière. Et alors qu'elle se rend à un rendez-vous médical, elle apprend qu'elle a fait une fausse-couche, mais continue de prétendre être encore enceinte devant Teddy pour le garder auprès d'elle.
Durant son coma, Rayna a des images de son passé alors qu'elle était en couple avec Deacon. Ils étaient heureux et allaient s'acheter une maison après sa sortie de désintox. Deacon lui a même demandé sa main mais le lendemain, Rayna réalisa qu'il l'a fait sous le coup de la boisson. Elle le quitta alors mais voulut revenir lui parler lorsqu'elle découvrit qu'elle était enceinte. Mais Tandy l'en empêcha, disant que Deacon ne serait pas un bon père vu son état.
Pendant son concert, Juliette rend hommage à Rayna en la citant comme modèle et invite tous ses fans à la suivre jusqu'à l'hôpital afin d'allumer des bougies. Là-bas, elle espère juste se faire bien voir de tous et pense quitter directement l'hôpital mais Maddie l'y rencontre et la remercie d'être venue. Se mettant à discuter, l'adolescente confie à Juliette qu'elle se croit responsable de ce qui est arrivé et avoue que Deacon est son père. Juliette, émue, lui donne son numéro de portable pour lui permettre de l'appeler quand elle veut. Maddie la convie alors à venir voir Rayna dans sa chambre. Juliette avoue ainsi que sa mère avait l'habitude de lui chanter des chansons de Rayna.

- How You Learn to Live Alone (Avery)
- This Love Ain't Big Enough (Juliette Barnes)
- Why Can't I Say Goodnight (Gunnar & Scarlett)

### Épisode 3:Tel père, tel fils
- États-Unis /  Canada : 9 octobre 2013 sur ABC / Citytv
- Suisse : 11 janvier 2015 sur RTS Un
- France : 13 avril 2015 sur Série Club
- Québec : 30 avril 2015 sur V

- États-Unis : 5,84 millions de téléspectateurs[17] (première diffusion)

- Kimberly Williams-Paisley : Peggy Kenter
- Chaley Rose : Zoey
- Oliver Hudson : Jeff Frodham
- Aubrey Peeples : Layla Grant
- Ed Amatrudo : Glenn Goodman
- David Alford : Bucky
- Robert Wisdom : Coleman Carlisle
- Derek Krantz : Brent
- Michiel Huisman : Liam McGuinnis
- Ashley Thomas : Assistante de Jeff
- Charlie Bewley : Charles Wentworth
- Brit Shaw : Olivia Wentworth
- Joyce Brew : Styliste
- Dan Vinson : AA Speaker
- Terri James : Dr. Christina Winkler
- Tabitha Douglas Warren : Chorégraphe
- Lowell Perry : Avocat #1
- Ashley Leconte Campbell : Avocat #2

Rayna et Teddy finalisent enfin leur divorce et s'arrangent pour la garde alternée des filles. Teddy passe voir Peggy, qui lui fait croire qu'elle est toujours enceinte, mais il refuse de s'épancher sur son implication dans l'éducation de l'enfant. Au label Edgehill, Juliette s'entretient avec Jeff au sujet du Concert des Actionnaires, le jeune homme tenant à ce qu'elle s'y produise. Mais Juliette prend plaisir à lui annoncer que le couple milliardaire Wentworth l'a engagé pour chanter à leur anniversaire de mariage, ce qui étonne et émerveille Jeff.
De son côté, Deacon gère mal la douleur que lui inflige sa main. Mais il est également sur les nerfs du fait qu'il ne veuille pas s'engager dans la vie de Maddie de peur de la décevoir. En effet, son propre passé le poursuit et c'est par une conversation avec Coleman - son parrain des Alcooliques Anonymes - qu'il décide d'avouer ce qui lui fait peur. Son père, également alcoolique, battait sa mère devant lui. Deacon supporte mal de lui ressembler aujourd'hui.
Rayna, toujours dans l'idée de se séparer d'Edgehill, cherche un moyen de briser son contrat car devant encore un album au label. Ce dernier est encore en production et Rayna tente de contacter Liam pour qu'il l'aide à le terminer. Mais l'histoire de Saint Lucia lui est resté en mémoire et il refuse en premier lieu. Peu après, Liam revient finalement et alors qu'il veut réenregistrer une chanson, Rayna lui avoue qu'elle ne peut plus chanter, ses cordes vocales ayant été un peu endommagées lors de son hospitalisation. Elle se soucie également du fait que Jeff lui a demandé de chanter lors du concert, ne lui ayant pas dit la vérité. Elle veut alors de ce fait en profiter pour présenter son label Highway 65 aux actionnaires avec la participation de Scarlett. Cette dernière, mais aussi Will, sont ainsi convoqués pour être relookés en vue du concert. Scarlett s'inquiète des tenues sexys qui lui sont présentées. De son côté, Will drague Zoey - venue accompagnée son amie - et lui propose une sortie à quatre - eux deux avec Scarlett et Gunnar, toujours séparés - pour la soirée. 
Gunnar, quant à lui, continue d'écrire de nouvelles chansons mais ne trouve pas le bon tempo. Will lui propose alors de lui donner sa chanson pour qu'il la chante lors du concert, lui disant qu'il est un excellent parolier. Mais Gunnar n'est pas très d'accord. Le concert arrive enfin et tous les artistes défilent. Will, à la surprise de Gunnar, chante quand même la chanson en le nommant et déclenche une salve d'applaudissements. Lorsque vient le tour de Rayna, elle présente son label et introduit Scarlett sur scène - à la surprise et colère de Jeff.
- What If I Was Willing (Gunnar Scott)
- Trouble Is (Juliette Barnes)
- What If I Was Willing (Will Lexington)
- Waitin' (Scarlett)

### Épisode 4:Soirée de gala
- États-Unis /  Canada : 16 octobre 2013 sur ABC / Citytv
- Suisse : 11 janvier 2015 sur RTS Un
- France : 20 avril 2015 sur Série Club
- Québec : 7 mai 2015 sur V

- États-Unis : 5,76 millions de téléspectateurs[18] (première diffusion)

- Powers Boothe (Lamar Wyatt)
- Kimberly Williams-Paisley (Peggy Kenter)
- Judith Hoag (Tandy Hampton)
- Chaley Rose (Zoey)
- Aubrey Peeples (Layla)
- Ed Amatrudo (Glenn Goodman)
- Derek Krantz (Brent)
- Christina Chang (Megan Vannoy)
- Ward Smith (Chef de la police)
- Michael Rose (Justin Ramer)
- Cyndi Martino (Carla Bucklin)
- Bralyn Sokes (Photographe)
- Jeremy Sande (Patron)
- Seth Rabinowitz (Karaoke Jockey)
- Stan Dunlap (Photographe de portrait)
- Joyce Brew (Styliste)

À l'occasion de l'anniversaire de la mort de sa mère, Rayna emmène ses filles au cimetière pour qu'elles puissent garder un lien avec elle. Maddie agit toujours froidement avoir sa mère et celle-ci décide alors, pour calmer les tensions, d'inviter ses filles à la soirée de gala annuel organisé tous les ans en mémoire de sa mère. Maddie accepte de mauvaise grâce, tandis que Daphne est ravie. Juliette, qui a reçu une voiture de la part de Charles, demande a Glenn quand Rayna reprendra la tournée et ils s'interrogent ainsi sur sa capacité à chanter. Au cimetière, Rayna partage un moment avec sa mère en pleurant sur sa perte de voix qui l'effraie. Teddy pense à faire la course pour le poste de sénateur et demande alors Peggy en mariage pour éviter tout scandale. Il lui demande cependant de ne pas encore le dire à ses filles. 
Alors que Juliette s'impatiente de reprendre la tournée pour promouvoir son nouvel album, Rayna vient la voir chez elle pour lui dire qu'elle ne fait plus la tournée afin de se consacrer à sa famille, ce qui enrage Juliette. Will, Layla et Scarlett posent pour un shooting photo pour le label, mais cette dernière a bien du mal à se mettre dans la peau d'une fille sexy. Brent propose à Will d'enregistrer sa chanson chantée au concert des actionnaires, mais pour cela, il doit avoir l'accord de Gunnar, car c'est sa chanson. Will va alors le voir au travail et tente de le faire pencher en sa faveur. Mais Avery, qui travaille au Bluebird depuis sa démission de chez Juliette, écoute la conversation et pense que c'est une mauvaise idée. Il va alors dire à Gunnar, qui chante plus tard sa chanson en solo, de ne pas la donner à Will car elle peut être un tube.
Deacon va voir son avocate Megan afin de la payer en remerciement de son travail effectué, mais elle décline le chèque en préférant avoir un rendez-vous galant avec lui. Durant le dîner, ils apprennent à se connaître et à s'apprécier, Megan avouant même ce qui l'a pousser à défendre des cas comme lui. Tandy, qui s'interroge sur la mort de sa mère, obtient des informations sur les événements qui ont eu lieu ce soir-là et elle se rend compte que son père lui a menti sur son alibi. Elle se sent alors mal-à-l'aide devant lui lors du gala symphonique et tente de faire remonter à la surface ses mensonges. Maddie fait tout pour rendre la soirée insupportable à Rayna mais, alors qu'elle se réjouit finalement de voir Teddy, elle voit la bague de sa grand-mère au cou de Peggy, ce qui révèle donc leur intention de se marier. 
Glenn avoue à Juliette qu'avec le retrait de Rayna, ils n'ont plus le choix: elle doit soit se produire dans des petites salles ou continuer à chanter ses anciens tubes commerciaux pour adolescents, son premier public. Juliette, qui accepte pour un temps de mauvaise grâce, refuse finalement de réduire quoi que ce soit et ne veut plus revenir en arrière concernant sa musique. Elle veut faire des chansons plus matures et ne supporte plus les tubes commerciaux. Scarlett passe une soirée avec Zoey, mais n'arrive toujours pas à se faire au tourbillon médiatique et aux concessions qu'elle doit faire pour sa carrière. Gunnar dit finalement non à Will, qui finit par s'énerver en disant qu'il est tout simplement jaloux. 
- Wayfaring Stranger (Zoey)
- I'm a Girl (Juliette Barnes)
- What If I Was Willing (Gunnar Scott)
- Come See About Me (Scarlett & Zoey)
- A Life That's Good (Maddie Conrad & Daphne)

### Épisode 5:Nouveaux arrangements
- États-Unis /  Canada : 23 octobre 2013 sur ABC / Citytv
- Suisse : 18 janvier 2015 sur RTS Un
- France : 20 avril 2015 sur Série Club
- Québec : 14 mai 2015 sur V

- États-Unis : 5,46 millions de téléspectateurs[19] (première diffusion)

- Oliver Hudson (Jeff Frodham)
- Powers Boothe (Lamar Wyatt)
- Judith Hoag (Tandy Hampton)
- Chaley Rose (Zoey)
- Aubrey Peeples (Layla)
- Ed Amatrudo (Glenn Goodman)

Juliette tient une conférence de presse pour annoncer une nouvelle tournée avec Layla en première partie. Malgré l'enthousiasme des journalistes, une question est posée sur l'état de Rayna et sa capacité à chanter, les médias s'interrogeant sur sa soudaine cessation d'activité. De son côté, Rayna apprend par Bucky que Jeff veut que son nouvel album sorte au plus vite, ce qui conduit Rayna à vouloir partir tout de suite d'Edgehill. Afin de trouver l'argent nécessaire au rachat de son contrat, elle vient s'entretenir avec son père, qui accepte de la financer. Lamar va voir Teddy pour lui demander d'investir dans sa société, vu qu'il manque d'argent en ce moment. Mais Teddy le renvoie brutalement, disant que faire affaire avec lui n'est pas bien vu. Tandy est obligée de garder le silence devant sa sœur sur l'affaire montée contre son père, car sinon elle sera elle-aussi impliquée. Elle est donc prise entre deux feu lorsque Rayna lui parle de son investissement avec Lamar.
Gunnar et Avery, qui travaillent ensemble sur la production de nouvelles chansons, demandent à Zoey d'apposer sa voix sur une. Une drôle d'atmosphère se dégage alors entre Gunnar et elle et ils finissent plus tard par passer la nuit ensemble. Glenn dit à Juliette qu'elle a besoin d'un nouveau leader musical, mais la jeune femme refuse le nom d'Avery lorsque celui-ci est nommé dans la conversation. Plus tard, elle va voir Deacon chez lui afin de lui demander de revenir, mais il refuse, ne sachant si sa main se remettra un jour. Juliette lui révèle alors que Rayna ne peut plus chanter actuellement, ce qui pousse Deacon à aller la voir chez elle pour avoir confirmation. Rayna, qui est toujours en rééducation vocale, montre une grande inquiétude quant au mal ressentit sur ses cordes vocales.
Juliette vient discuter avec Jeff pour lui faire savoir qu'elle veut un nouvel artiste en plus de Layla - ceci dans l'intention de lui réduire son temps de scène - et lui fait comprendre qu'un artiste du label serait bénéfique pour Edgehill. Luke Wheeler, un célèbre chanteur, organise un concert de charité avec les artistes du label. Jeff demande ainsi à Will d'y faire de son mieux afin d’impressionner Juliette - ce qu'il réussi à faire, la jeune femme l'acceptant sur la tournée. Scarlett, qui est mal-à-l'aise devant les caméras, est obligée par le label de fausser la véritable raison pour laquelle elle est devenue chanteuse, ce qui ne lui plait pas. Alors qu'elle tente d'apprendre son « texte », elle est persuadée par Layla de laisser tomber ça et de dire simplement la vérité, une star n'ayant pas besoin de mentir. Mais alors qu'elle est interviewée par les journalistes, elle révèle par inadvertance que Deacon est son oncle et la presse s'emballe. Furieux, Jeff ordonne à Scarlett de quitter la soirée, à la grande joie de Layla.
Will remet Layla à sa place car il a remarqué le jeu qu'elle a joué contre Scarlett. Plus tard, il est obligé par Jeff et Brent de former un faux couple avec elle - Layla ayant laissé entendre cela sur les réseaux sociaux - pour que cela soit bénéfique à la tournée. Durant le concert, Rayna monte sur scène pour inviter Juliette - à sa grande surprise - à rejoindre la famille du Grand Ole Opry, ce qui est un honneur. Alors qu'elle va pour quitter la scène, Luke lui demande d'interpréter une de ses anciennes chansons. Refusant d'abord, elle voit qu'elle ne peut se défiler devant Jeff, qui la regarde dans l'assistance. Elle se met donc à chanter, d'abord difficilement, mais est aidée par Luke et tout le public, qui la soutient. 
- Be My Girl (Gunnar & Avery)
- Tears So Strong (Will Lexington)
- Be My Girl (Gunnar, Avery & Zoey)
- Best Songs Come from Broken Hearts (Rayna)
- This Town (Scarlett & Deacon)

### Épisode 6:Le cœur a ses raisons
- États-Unis /  Canada : 30 octobre 2013 sur ABC / Citytv
- Suisse : 18 janvier 2015 sur RTS Un
- France : 27 avril 2015 sur Série Club
- Québec : 21 mai 2015 sur V

- États-Unis : 5,25 millions de téléspectateurs[20] (première diffusion)

- Judith Hoag (Tandy Hampton)
- Will Chase (Luke Wheeler)
- Christina Chang (Megan Vannoy)
- Charlie Bewley (Charles Wentworth)
- Chaley Rose (Zoey Dalton)
- David Alford (Bucky Dawes)
- Ed Amatrudo (Glenn Goodman)
- Nick Gomez (Santiago)
- Wilbur Fitzgerald (Bill Walters)
- Robin Roberts (elle-même)

- You're The Kind of Trouble (Deacon)
- That's What I Do (Gunnar)
- Hypnotizing (Acoustic Version) (Juliette)
- Every Time I Fall in Love (Scarlett)

### Épisode 7:Star système
- États-Unis /  Canada : 13 novembre 2013 sur ABC / Citytv
- France : 27 avril 2015 sur Série Club
- Suisse : 6 mai 2015 sur RTS Deux
- Québec : 28 mai 2015 sur V

- États-Unis : 5,52 millions de téléspectateurs[21] (première diffusion)

- Kimberly Williams-Paisley (Peggy Kenter)
- Judith Hoag (Tandy)
- Chaley Rose (Zoey Dalton)
- Oliver Hudson (Jeff Fordham)
- Aubrey Peeples (Layla)
- Ed Amatrudo (Glenn Goodman)
- Will Chase (Luke Wheeler)
- Charlie Bewley (Charles Wentworth)
- James Dumont (Bobby Delmont)
- Michael Nardelli (Craig Hale)

Alors que le mariage de Teddy se rapproche, Maddie se sent perdue et dit à Rayna qu'elle veut mieux connaître Deacon, forçant sa mère à le confronter au sujet d'une co-parentalité. Luke Wheeler compatit pour Rayna au sujet de ses problèmes d'ex et parentalité. 
- Hypnotizing (Juliette)
- Share With You (Maddie & Daphne)
- You're the Kind of Trouble (Deacon)

### Épisode 8:L'Épreuve de feu
- États-Unis /  Canada : 20 novembre 2013 sur ABC / Citytv
- France : 27 avril 2015 sur Série Club
- Suisse : 7 mai 2015 sur RTS Deux
- Québec : 4 juin 2015 sur V

- États-Unis : 5,75 millions de téléspectateurs[22] (première diffusion)

- Oliver Hudson (Jeff Fordham)
- Will Chase (Luke Wheeler)
- Charlie Bewley (Charlie Wentworth)
- Kimberly Williams-Paisley (Peggy Kenter)

- Dreams (Juliette)
- Crazy Tonight (Scarlett)
- Ball and Chain (Gunnar)
- Ball and Chain (Gunnar & Scarlett)
- Ball and Chain (Rayna & Luke Wheeler)

### Épisode 9:Fini, les faux-semblants
- États-Unis /  Canada : 4 décembre 2013 sur ABC / Citytv
- France : 4 mai 2015 sur Série Club
- Suisse : 8 mai 2015 sur RTS Deux
- Québec : 11 juin 2015 sur V

- États-Unis : 5,7 millions de téléspectateurs[23] (première diffusion)

- Powers Boothe (Lamar Wyatt)
- Kimberly Williams-Paisley (Peggy Kenter)
- Judith Hoag (Tandy Hampton)
- Chaley Rose (Zoey)
- Aubrey Peeples (Layla)
- Ed Amatrudo (Glenn Goodman)
- Derek Krantz (Brent)
- Christina Chang (Megan)
- Jason Douglas (Dashell Brinks)
- Charles Wentworth (Charlie Bewley)
- Jeremy Childs (Albert)
- Para Patel (Aide)
- Leslie Luke (Doctor)
- John Neisler (Lamar's Attorney)
- Matt Walberg (Emcee)
- Autumn Guzzardi (Fan #1)
- AJ Gilmer (Fan #2)
- Angela Bond (Judge)
- Erskin Anavitarte (Rodie)
- Mario López (lui-même)
- Maria Menounos (elle-même)

- Tell Me (Layla)
- A Life That's Good (Maddie & Deacon)
- Can't Say No to You (Juliette & Will)

### Épisode 10:Les Lendemains ne chantent pas
- États-Unis /  Canada : 11 décembre 2013 sur ABC / Citytv
- France : 4 mai 2015 sur Série Club
- Suisse : 11 mai 2015 sur RTS Deux
- Québec : 18 juin 2015 sur V

- États-Unis : 5,18 millions de téléspectateurs[24] (première diffusion)

- Kimberly Williams-Paisley (Peggy Kenter)
- Judith Hoag (Tandy Hampton)
- Chaley Rose (Zoey)
- Aubrey Peeples (Layla)
- Ed Amatrudo (Glenn Goodman)
- Derek Krantz (Brent)
- Charlie Bewley (Charles Wentworth)

- What If I Was Willing (will)
- Trouble Is (Juliette & Avery)
- Playin' Tricks (Deacon)
- Can't Get It Right (Gunnar)

### Épisode 11:Descente aux enfers
- États-Unis /  Canada : 15 janvier 2014 sur ABC / Citytv
- France : 11 mai 2015 sur Série Club
- Suisse : 12 mai 2015 sur RTS Deux
- Québec : 25 juin 2015 sur V

- États-Unis : 5,1 millions de téléspectateurs[25] (première diffusion)

- Kelly Clarkson (elle-même)
- Judith Hoag (Tandy Hampton)
- Chaley Rose (Zoey)
- Aubrey Peeples (Layla)
- Ed Amatrudo (Glenn Goodman)
- David Alford (Bucky Dawes)
- Derek Krantz (Brent)
- Melvin Ray Kearney II (Bo)
- Donn Lamkin (Joey Bacanti)
- Michiel Huisman (Liam McGuinnis)
- Courtney Hanson (Emily)
- Jaren Johnston (elle-même)
- Lori Mitchell (newscaster)

- Dreams (Juliette)
- Lately (Scarlett & Gunnar)
- Believing (Maddie & Deacon)

### Épisode 12:Celle que je suis
- États-Unis /  Canada : 22 janvier 2014 sur ABC / Citytv
- France : 11 mai 2015 sur Série Club
- Suisse : 13 mai 2015 sur RTS Deux
- Québec : 2 juillet 2015 sur V

- États-Unis : 5,03 millions de téléspectateurs[26] (première diffusion)

- Zac Brown (lui-même)
- Jay DeMarcus (lui-même)
- Allison DeMarcus (elle-même)
- Will Chase (Luke Wheeler)
- Oliver Hudson (Jeff Fordham)
- Chaley Rose (Zoey)
- Ed Amatrudo (Glenn Goodman)
- David Alford (Bucky Dawes)

- Free (Zac Brown ft. Scarlett)
- This Time (Rayna & Deacon)
- Everything I'll Ever Need (Juliette Barnes & Avery)

### Épisode 13:Bienvenue à l'Opry
- États-Unis /  Canada : 29 janvier 2014 sur ABC / Citytv
- Suisse : 14 mai 2015 sur RTS Deux
- France : 18 mai 2015 sur Série Club
- Québec : 9 juillet 2015 sur V

- États-Unis : 5,28 millions de téléspectateurs[27] (première diffusion)

- Judith Hoag (Tandy Hampton)
- Oliver Hudson (Jeff Fordham)
- Aubrey Peeples (Layla)
- Ed Amatrudo (Glenn Goodman)
- Christina Chang (Megan)
- Will Chase (Luke Wheeler)
- Jason Douglas (Dashell Brinks)
- Donn Lamkin (Joey Bacanti)
- Michiel Huisman (Liam McGuinnis)
- Nicholas Pryor (Sam Boone)
- Sewell Whitney (Jake Bristol)
- Brad Paisley (lui-même)
- Maurice Johnson (Agent du FBI)
- Quinn Schuler (Reporter #4)
- Sabrina Tiller (Reporter #5)
- Austin Dillon (lui-même)
- Anne Holt (elle-même)

- Dreams (Juliette Barnes)
- Crazy Tonight (Scarlett)
- Don't Put Dirt on My Grave Just Yet (Juliette Barnes)
- This Time (Rayna)

### Épisode 14:Révélations
- États-Unis /  Canada : 5 février 2014 sur ABC / Citytv
- Suisse : 15 mai 2015 sur RTS Deux
- France : 18 mai 2015 sur Série Club
- Québec : 16 juillet 2015 sur V

- États-Unis : 5,16 millions de téléspectateurs[28] (première diffusion)

- Judith Hoag (Tandy Hampton)
- Oliver Hudson (Jeff Fordham)
- Christina Chang (Megan)
- Chaley Rose (Zoey)
- David Alford (Bucky Dawes)
- Aubrey Peeples (Layla)
- Powers Boothe (Lamar)

- This Time (Rayna)
- The Blues Have Blown Away (Maddie, Daphne et Rayna)
- What If I Was Willing (Will Lexington)
- Keep Coming Back (Deacon Claybourne)
- Who I Am (Will Lexington)

### Épisode 15:Le Sens de la musique
- États-Unis /  Canada : 26 février 2014 sur ABC / Citytv
- France : 25 mai 2015 sur Série Club
- Suisse : 8 juin 2015 sur RTS Deux
- Québec : 23 juillet 2015 sur V

- États-Unis : 4,77 millions de téléspectateurs[29] (première diffusion)

- Michael Chernus (Howie V)
- Judith Hoag (Tandy Hampton)
- Oliver Hudson (Jeff Fordham)
- Aubrey Peeples (Layla)
- David Alford (Bucky Dawes)
- Derek Krantz (Brent)
- Ed Amatrudo (Glenn Goodman)
- Christina Chang (Megan)
- Will Chase (Luke Wheeler)
- Michiel Huisman (Liam McGuinnis)
- Robbie Davis (Director)
- Kourtney Hanson (Emily)
- Bridget Berger (Assistant)
- Greg Webb (Ingénieur du son)
- Erika Wollam Nichols (Erika)

- I Ain't Leaving Without Your Love (Acoustic Version) (Gunnar, Avery & Zoey)
- Don't Put Dirt On My Grave Just Yet (Orchestra Version) (Juliette Barnes)
- I Ain't Leaving Without Your Love (Gunnar, Avery & Zoey)
- Like New (Deacon)

### Épisode 16:Question de confiance
- États-Unis /  Canada : 5 mars 2014 sur ABC / Citytv
- France : 25 mai 2015 sur Série Club
- Suisse : 11 juin 2015 sur RTS Deux
- Québec : 30 juillet 2015 sur V

- États-Unis : 5,09 millions de téléspectateurs[30] (première diffusion)

- Charlotte Ross (Ruth Bennett)
- Judith Hoag (Tandy Hampton)
- Oliver Hudson (Jeff Fordham)
- Aubrey Peeples (Layla)
- David Alford (Bucky Dawes)
- Will Chase (Luke Wheeler)
- Michiel Huisman Liam McGuinnis)
- Ed Amatrudo Glenn Goodman)
- Chaley Rose (Zoey)
- Christina Chang (Megan)

- Come Find Me (Demo Acoustic Version) (Scarlett ft. Liam)
- What If I Was Willing (Acoustic Version) (Will Lexington)
- Hennessee (Gunnar, Avery & Zoey)

### Épisode 17:Privée de sortie
- États-Unis /  Canada : 12 mars 2014 sur ABC / Citytv
- France : 1er juin 2015 sur Série Club
- Suisse : 12 juin 2015 sur RTS Deux
- Québec : 6 août 2015 sur V

- États-Unis : 5,07 millions de téléspectateurs[31] (première diffusion)

- Judith Hoag (Tandy Hampton)
- Chaley Rose (Zoey)
- Aubrey Peeples (Layla)
- Ed Amatrudo (Glenn Goodman)
- David Alford (Bucky Dawes)
- Derek Krantz (Brent)
- Christina Chang (Megan)
- Will Chase (Luke Wheeler)
- Michael Bryan Pierce (Producteur musical)
- John Michael Morris (Machiniste)
- Diana Strayer (Marcella Omo)
- Todd Bush (JM Pearlman)
- Bridget Berger (Assistant)
- Storme Warren (Industry Insider)
- Ashley Eicher (Ashley Eicher)

- Carry You Home (Zoey)
- It All Slows Down (Leila)
- He Ain't Gonna Change (Rayna & Juliette)

### Épisode 18:Jalousie
- États-Unis /  Canada : 26 mars 2014 sur ABC / Citytv
- France : 1er juin 2015 sur Série Club
- Suisse : 15 juin 2015 sur RTS Deux
- Québec : 13 août 2015 sur V

- États-Unis : 5,19 millions de téléspectateurs[32] (première diffusion)

- Oliver Hudson (Jeff Fordham)
- Aubrey Peeples (Layla)
- Ed Amatrudo (Glenn Goodman)
- David Alford (Bucky Dawes)
- Christina Chang (Megan)
- Will Chase (Luke Wheeler)
- Angela Fox (Anne)
- Kourtney Hanson (Emily)
- Keann Johnson (Colt Wheeler)
- Shane Tallant (Producteur)
- Alex Livinalli (assistant de Luke)
- Danny Rowe (technicien de la tournée)
- Elyse Fike (Employée)
- Tyler Andrews (Paparazzi)
- Keith Harris (Livestream Director)

- Tell That Devil (Juliette Barnes)
- Falling (Scarlett)
- Joy Parade (Maddie & Daphne)
- It's On Tonight (Luke Wheeler, Deacon & Will)

### Épisode 19:Les Fantômes du passé
- États-Unis /  Canada : 2 avril 2014 sur ABC / Citytv
- France : 8 juin 2015 sur Série Club
- Suisse : 16 juin 2015 sur RTS Deux
- Québec : 20 août 2015 sur V

- États-Unis : 5,18 millions de téléspectateurs[33] (première diffusion)

- Judith Hoag (Tandy Hampton)
- Chaley Rose (Zoey)
- Ed Amatrudo (Glenn Goodman)
- David Alford (Bucky Dawes)
- Will Chase (Luke Wheeler)
- Charlie Bewley (Charlie Wentworth)
- Dana Wheeler-Nicholson (Beverly O'Connor)
- Lyle Friedrichs (Journaliste)

- Done Runnin' (Zoey)
- Your Good Girl's Gonna Go Bad (Beverly O'Connor)
- Black Roses (Scarlett)
- Ho Hey (Maddie & Daphne)

### Épisode 20:À qui la faute?
- États-Unis /  Canada : 30 avril 2014 sur ABC / Citytv
- France : 8 juin 2015 sur Série Club
- Suisse : 17 juin 2015 sur RTS Deux
- Québec : 27 août 2015 sur V

- États-Unis : 4,62 millions de téléspectateurs[34] (première diffusion)

- Oliver Hudson (Jeff Fordham)
- Aubrey Peeples (Layla)
- Ed Amatrudo (Glenn Goodman)
- David Alford (Bucky Dawes)
- Dana Wheeler-Nicholson (Beverly O'Connor)
- Kourtney Hansen (Emily)
- Daniel Thomas May (Dr Wilson)
- Briana Venskus (Gina Romano)
- Jason Pullman (Rock Shepard)
- Scott Takeda (Dr Lau)
- Chuck David Willis (Stagehand)

- Hurtin' On Me (Will)
- It Ain't Yours to Throw Away (Gunnar)
- Wrong for the Right Reasons (Rayna)

### Épisode 21:Hommage
- États-Unis /  Canada : 7 mai 2014 sur ABC / Citytv
- France : 8 juin 2015 sur Série Club
- Suisse : 18 juin 2015 sur RTS Deux
- Québec : 3 septembre 2015 sur V

- États-Unis : 4,7 millions de téléspectateurs[35] (première diffusion)

- Chaley Rose (Zoey)
- Oliver Hudson (Jeff Fordham)
- Aubrey Peeples (Layla)
- Ed Amatrudo (Glenn Goodman)
- David Alford (Bucky Dawes)
- Melvin Ray Kearney II (Bo)
- Will Chase (Luke Wheeler)
- Kourtney Hansen (Emily)
- Briana Venskus (Gina Romano)
- Jason Alan Smith (Colonel Stephen Mason)
- Kellie Pickler (elle-même)
- Rico Roman (SSGT Gaines)
- Cory M. Grant (Tony Ward)
- Mike Seely (Big Jim Jackson)
- Kristen McFann (Newscaster)
- Lauren Jones (Organizer)
- Ron McCoy (Meeting Secretary)
- Drew Matthews (Barman)
- Mitch Eakins (Customer)
- Annie Humphrey (Buddy)
- First Lady Michelle Obama (elle-même)
- Zinnia Lane (Cathy Jensen)
- Jared Simon (Rob Stuart)

- Then I Was Loved By You (Will)
- Don't Put Dirt on My Grave Just Yet (Juliette & Luke)
- Closer to Nowhere, Kellie Pickler
- A Life That's Good (Rayna, Maddie, Daphne & Deacon)

### Épisode 22:Téléréalité
- États-Unis /  Canada : 14 mai 2014 sur ABC[36] / Citytv
- France : 8 juin 2015 sur Série Club
- Suisse : 19 juin 2015 sur RTS Deux
- Québec : 10 septembre 2015 sur V

- États-Unis : 5,24 millions de téléspectateurs[37] (première diffusion)

- Judith Hoag (Tandy Hampton)
- Chaley Rose (Zoey)
- Oliver Hudson (Jeff Fordham)
- Aubrey Peeples (Layla)
- Ed Amatrudo (Glenn Goodman)
- David Alford (Bucky Dawes)
- Melvin Ray Kearney II (Bo)
- Will Chase (Luke Wheeler)
- Briana Venskus (Gina Romano)
- Cory M. Grant (Tony Ward)
- Jess Cagle (lui-même)

- One Light Shining (Avery)
- He Ain't Gonna Change (Rayna & Juliette)
- Ball and Chain (Luke & Rayna)
- It Ain't Yours to Throw Away (Gunnar & Scarlett)

### Épisode spécial:On the Record
- États-Unis /  Canada : 23 avril 2014 sur ABC / Citytv

- États-Unis : 4,33 millions de téléspectateurs[39] (première diffusion)

- Buddy Miller : producteur de musique exécutif de la série
- Trent Dabbs et Caitlyn Smith : co-auteurs de "Don't Put Dirt on My Grave Just Yet"
- Striking Matches (le duo Sarah Zimmerman et Justin Davis) : co-auteurs de "I Ain't Leaving Without Your Love"
- Ashley Monroe : artiste solo et membre des Pistol Annies,  co-auteur de "A Life that's Good"
- Lucy Schwartz : auteur de "Black Roses"

- It's On Tonight (Will Chase, Charles Esten & Chris Carmack)
- If I Didn’t Know Better (Sam Palladio & Clare Bowen)
- I Ain't Leaving Without Your Love (Sam Palladio, Jonathan Jackson & Chaley Rose)
- Nothing in this World (Hayden Panettiere)
- This Town (Clare Bowen & Charles Esten)
- Don't Put Dirt on My Grave Just Yet (Hayden Panettiere)
- Black Roses (Clare Bowen)
- A Life That's Good (tout le cast présent)